# Guerra gotica (376-382)
La guerra gotica del 376-382 fu una successione di scontri tra le popolazioni gote e l'esercito dell'Impero romano che ebbero luogo nei Balcani a seguito delle invasioni e dei saccheggi dei barbari. Questa guerra, e in particolare la famosa battaglia di Adrianopoli (378), segnò un momento di svolta nella storia dell'impero romano, dando inizio ad una serie di eventi che portarono al collasso dell'Impero romano d'Occidente un secolo dopo.

## Accoglienza dei Goti in territorio romano
Tra l'estate e l'autunno del 376, decine di migliaia di profughi, Goti e di altri popoli, scacciati dalle proprie terre dalle invasioni unne, giunsero sul Danubio, confine dell'Impero romano, chiedendo asilo. Fritigerno e Alavivo, capi dei Tervingi, si appellarono all'imperatore romano Valente, chiedendo che alla propria gente venisse permesso di stabilirsi sulla sponda meridionale del Danubio: il fiume li avrebbe infatti protetti dagli Unni, che non avevano l'equipaggiamento necessario per attraversarlo in forze. L'imperatore concesse l'asilo in termini estremamente favorevoli, permettendo che i Goti attraversassero il Danubio nei pressi di Durostorum (moderna Silistra, Bulgaria), in Mesia seconda, che una strada collegava direttamente al quartier generale operazionale romano di Marcianopoli. Fritigerno, probabilmente come segno di ringraziamento verso l'imperatore, si convertì al Cristianesimo, scegliendo l'Arianesimo.
Valente aveva promesso ai Goti terre da coltivare, razioni di grano e l'inclusione nell'esercito romano con la funzione di foederati: secondo le fonti dell'epoca, l'imperatore accettò di accogliere le popolazioni barbare allo scopo di rafforzare il proprio esercito e per aumentare la base imponibile del fisco; alcuni studiosi, tuttavia, come Peter Heather, ritengono invece che Valente non fu affatto contento dell'arrivo sulla frontiera del Danubio dei Goti proprio mentre era intento in operazioni militari contro la Persia, e accettò di accoglierli solo perché, con la maggior parte dell'esercito impegnato in Oriente, non era in grado di respingerli con le poche forze rimaste a presidio dei Balcani; secondo Heather, «l'unanimità delle nostre fonti, dunque, riflette più la propaganda con cui l'Imperatore era solito giustificare le sue scelte politiche che non i ragionamenti reali che le avevano motivate». Le fonti dell'epoca sembrano suggerire che l'Imperatore Valente, in effetti, si mosse con molta prudenza. Solo a una parte dei Goti venne fatta passare il Danubio, mentre gli ammalati e gli anziani vennero lasciati al di là della frontiera alla mercé degli Unni. Inoltre, coloro che venivano accolti in territorio romano avrebbero dovuto vedersi confiscate le proprie armi, contro il volere imperiale, ma alcune riuscirono a passare: le fonti antiche affermano che gli ufficiali romani si fecero corrompere permettendo ai Goti di conservarle; gli storici moderni, invece, ritengono che all'inizio gli ufficiali romani, segnatamente il comes rei militari Lupicino e il dux Massimo, fossero riusciti ad applicare le disposizioni, sequestrando armi e cavalli, ma che in seguito le operazioni di attraversamento del fiume vennero velocizzate per evitare una sommossa dei Goti in attesa, e che ciò non permise di controllare perfettamente gli equipaggiamenti degli immigranti. Alcuni contingenti goti vennero inviati in Anatolia; nella confusione del momento, gruppi di profughi vennero prima mandati fino ad Adrianopoli (distante 600 chilometri), poi di nuovo indietro.
La presenza di un popoloso stanziamento in un'area ristretta causò una penuria di viveri tra i Goti, che l'Impero non fu in grado di contrastare né con i rifornimenti di viveri né con le terre da coltivare promessi. La struttura logistica romana, che distribuiva gli approvvigionamenti in più centri allo scopo di ottenere una maggiore capillarità, venne messa sotto stress: i Goti, senza più approvvigionamenti, si diedero a mangiare carne di cane, che veniva loro fornita al prezzo di un cane per ogni bambino goto ceduto come schiavo. Va però considerato che era comunemente accettato che un ufficiale romano ottenesse profitti dall'incarico di cui era investito; inoltre, il razionamento dei viveri alle popolazioni immigrate era un mezzo per tenere sotto controllo una moltitudine di barbari che si sarebbe potuta dimostrare ostile e, data la sua presenza al di qua delle frontiere, molto pericolosa. Altre popolazioni gote, i Grutungi di Alateo e Safrax, giunsero sul confine chiedendo di essere ammesse, ma questa volta Valente rifiutò. Le ragioni del rifiuto potrebbero essere il timore di accettare troppi barbari all'interno dell'impero, o l'incapacità della logistica romana di sostenere altre popolazioni (i Tervingi costituivano da soli un peso notevole); è possibile anche che Valente abbia voluto dimostrare che l'accesso era un atto volontario a discrezione dell'imperatore.

## Inizio delle ostilità

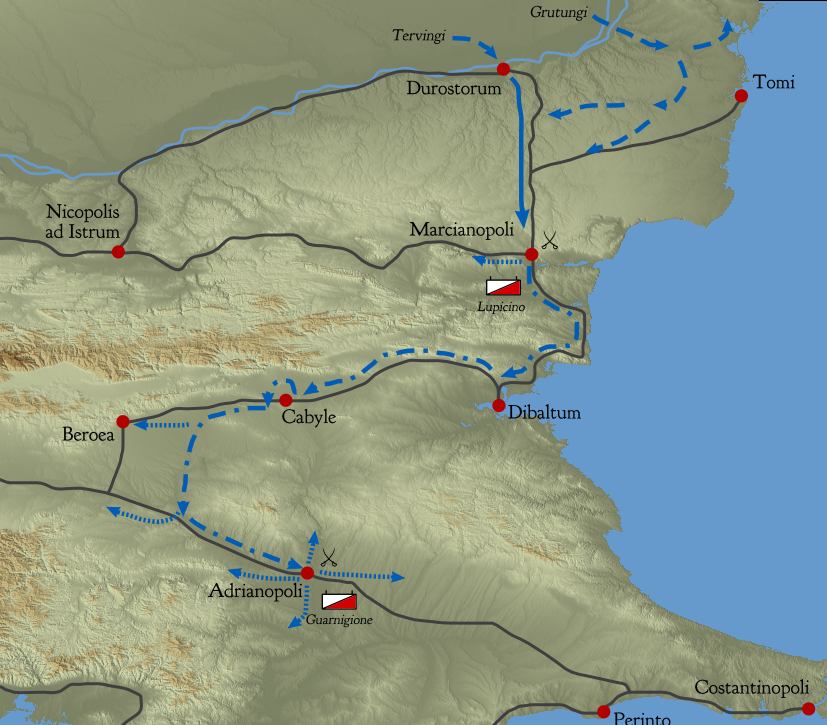
Movimenti dei Goti nel 376.

Fritigerno e Alavivo si appellarono nuovamente all'imperatore, il quale concesse loro di andare a rifornirsi al mercato della lontana città di Marcianopoli: alcuni dei Goti si misero in marcia verso sud, perdendo i più deboli e anziani per strada. Per controllare i movimenti dei Tervingi, Lupicino fu però costretto a sguarnire il Danubio di truppe, permettendo così ai Grutungi di attraversarlo: inoltre, il rallentamento dei Tervingi durante la marcia permise ai Grutungi di raggiungerli, rinforzando l'armata gotica. Mentre Fritigerno e Alavivo entrarono in città con il consenso del comes Lupicino e vi si stabilirono con poche guardie del corpo, il grosso dei Goti fu tenuto lontano dalla città, dal quale li dividevano le truppe romane; a causa del persistente rifiuto di permettere ai Goti di entrare in città per fare acquisti, questi scatenarono una serie di incidenti in cui diversi soldati romani furono uccisi e depredati. Lupicino, venuto a conoscenza dei fatti mentre era a banchetto con i suoi ospiti, decise di evitare una rivolta aperta ordinando la morte della guardia del corpo di Fritigerno e Alavivo, ma la notizia delle uccisioni giunse ai Goti fuori città si prepararono a prendere Marcianopoli d'assalto; fu Fritigerno che consigliò a Lupicino di calmarli mostrando che almeno lui era ancora vivo e così accadde, con i Goti che accolsero trionfalmente il loro comandante.
Scampato al tentativo di uccisione di Lupicino, Fritigerno decise che era giunto il momento di rigettare i termini dell'accordo con Valente e ribellarsi ai Romani, che avevano lungamente approfittato delle condizioni difficili dei Goti; divenuto unico capo dei Tervingi, volle guidarli lontano da Marcianopoli, nella Scitia. Lupicino e le sue truppe seguirono da presso il nemico e riuscirono a costringerlo a battaglia (battaglia di Marcianopoli) a quattordici kilometri dalla città, ma furono sonoramente sconfitti: tutti i sottufficiali di Lupicino furono uccisi, le insegne militari furono perse e i cadaveri dei morti romani fornirono ai Goti le armi necessarie a proseguire la lotta; Lupicino di salvò fuggendo e rinchiudendosi a Marcianopoli.
Ad Adrianopoli erano di stanza alcuni contingenti goti: si trattava degli uomini di Suerido e Colias, accolti molto tempo prima e acquartierati per l'inverno proprio ad Adrianopoli. I due sovrani goti avevano ricevuto notizia degli eventi, ma avevano preferito rimanere al loro posto «ritenendo che la propria salvezza fosse la cosa più importante». L'imperatore, temendo che le guarnigioni gote passassero al nemico suo consanguineo, ordinò ai Goti di Suerido e Colias di mettersi in marcia verso oriente; i due comandanti chiesero cibo e denaro per il viaggio, oltre ad un rinvio di due giorni della partenza. Il magistrato cittadino, cui i Goti avevano saccheggiato la villa suburbana, fomentò il popolo e gli operai delle fabbriche d'armi contro gli uomini di Suerido e Colias, armandoli e spingendoli all'attacco; i Goti stettero inizialmente fermi, ma quando furono oggetto di lancio di dardi si ribellarono apertamente e uccisero molti dei loro aggressori, prendendo loro le armi e l'equipaggiamento. Usciti dalla città, dopo un breve cammino verso nord incontrarono Fritigerno e si unirono a lui. I Goti, così rafforzati, ridiscesero su Adrianopoli e misero d'assedio la città, ma, mancando dell'equipaggiamento e dell'esperienza nella conduzione degli assedi decisero alla fine di abbandonare quello di Adrianopoli e di disperdersi per i territori circostanti in cerca di bottino nelle ricche terre lasciate incustodite.

## Campagna del 377: tentativo di contenimento dei Goti

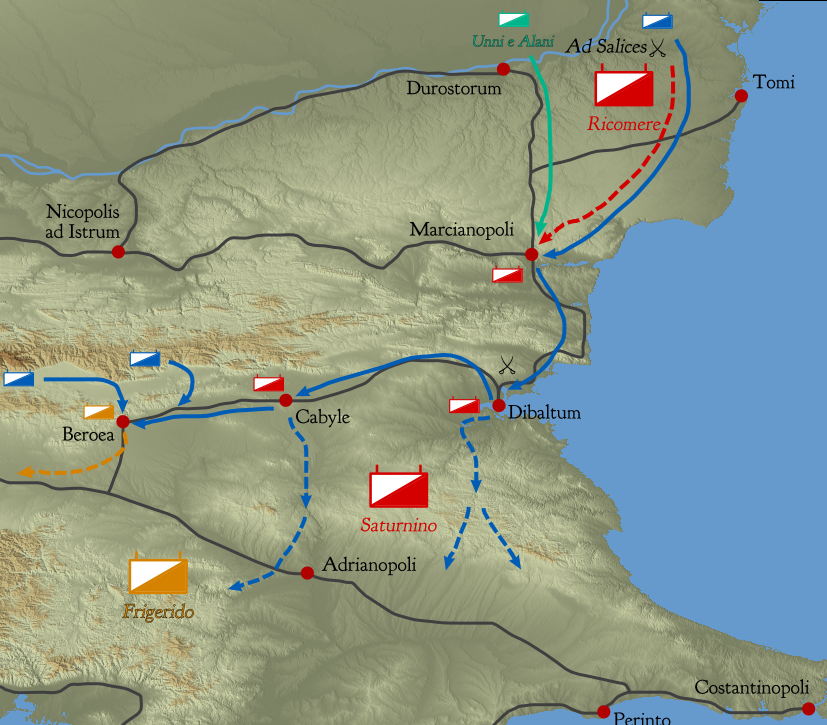
Campagna del 377.

Tra la fine del 376 e l'inizio del 377 le zone a ridosso del Danubio vennero saccheggiate dai Goti; ai Tervingi di Fritigerno si unirono tutti i Goti entrati in territorio romano, come pure schiavi, minatori e prigionieri. Le guarnigioni romane dell'area riuscirono a difendere i centri fortificati, ma la maggior parte delle campagne furono alla mercé dei Goti, i quali si trasformarono in breve tempo da gruppi separati di profughi ribelli in una massa organizzata per la guerra e il saccheggio; si procurarono persino una serie di carri atti a contenere le vettovaglie razziate via via nei territori attraversati.
A questo punto la situazione per i Romani era difficile: Valente aveva sottovalutato la minaccia dei Goti rispetto al nemico di sempre, i Sasanidi, e teneva impegnato l'esercito presenziale in oriente, né le truppe in Tracia potevano reggere alla pressione di Unni, Alani e altre popolazioni germaniche lungo i confini e, al tempo stesso, infliggere una sconfitta decisiva ai Goti. Al tempo stesso i Goti si trovavano in una posizione altrettanto difficile, profondamente in territorio nemico e con la necessità di procacciarsi notevoli quantità di cibo, cosa che li costringeva a muoversi in gruppi di numero ridotto, possibile preda di attacchi di forze romane; il loro obiettivo poteva essere quello di infliggere ai Romani una sconfitta tale da imporre loro dei termini non distanti dall'accordo di ingresso nel territorio imperiale (la concessione di terre da coltivare), ma dovevano farlo presto, prima dell'arrivo di altre truppe romane.
La reazione di Valente fu quella di inviare il proprio generale anziano, Vittore, a trattare la pace con i Sasanidi; in attesa di completare le preparazioni per il trasferimento dell'esercito presenziale in Tracia, mandò avanti a precederlo due suoi generali, Traiano e Profuturo. A testimonianza della gravità della situazione, c'è anche l'intervento dell'imperatore d'Occidente, Graziano, nella guerra: l'imperatore iunior inviò infatti due propri generali, il comes domesticorum Ricomere e Frigerido, in Tracia, sia per impegnare i Goti che per assicurarsi che non passassero in Occidente.
I due generali di Valente non impegnarono il numeroso nemico attaccandolo quando era diviso in piccoli gruppi, ma decisero di ingaggiarlo nel suo insieme con le truppe dell'esercito d'Armenia, che avevano dato prova di valore; con queste spinsero i Goti all'interno delle valli per prenderli per fame. Non giungendo l'atteso aiuto di Frigerido, caduto ammalato e attardatosi lungo la strada, Traiano e Profuturo, le cui truppe erano comunque nettamente inferiori per numero al nemico, si riunirono al solo contingente comandato da Ricomere e, presso la località nota come Ad Salices ("ai salici", vicino Marcianopoli in Mesia o più probabilmente a nord, tra Tomi e la foce del Danubio), impegnarono il nemico in battaglia. I generali romani impegnarono a lungo un'enorme massa di barbari trincerati dietro un muro di carri, fino allo scontro in campo aperto: dopo un iniziale cedimento dell'ala sinistra romana, rafforzata dall'arrivo di truppe ausiliarie locali, la battaglia di Ad Salices si trasformò in uno scontro che durò fino al calar della notte; alla fine i Romani contarono numerose perdite. La battaglia fu in effetti senza vincitori: i Romani, sebbene in inferiorità numerica e con numerose perdite (incluso Profuturo stesso), riuscirono ad evitare un tracollo totale grazie al proprio superiore addestramento.
La battaglia dei Salici interruppe momentaneamente le ostilità aperte: Ricomere tornò, all'inizio dell'autunno, in Gallia, dove si trovava Graziano, per raccogliere altre truppe per la campagna dell'anno successivo, mentre Valente nominò Saturnino magister equitum e lo inviò in Occidente con un contingente di cavalleria a prendere il comando da Traiano. Saturnino e Traiano riuscirono a bloccare i Goti nei passi dell'Haemus, in Tessaglia, erigendo una linea di avamposti che respinsero i tentativi di sfondamento dei Goti: lo scopo dei generali romani era quello di sottoporre il nemico ai rigori dell'inverno e alla mancanza di cibo e di costringerlo alla sottomissione; in alternativa, avrebbero tolto successivamente le sentinelle, attirando Fritigerno in una battaglia in campo aperto nelle pianure tra il monte Haemus e il Danubio, in cui contavano di sconfiggerlo. Fritigerno, però, non avanzò verso nord accettando battaglia, ma arruolò contingenti di Unni e Alani in suo rinforzo; Saturnino, resosi conto di non poter più fronteggiare il nemico, abbandonò il blocco dei passi ed arretrò. Davanti ai Goti si aprirono allora vasti spazi e poterono invadere e saccheggiare un vasto territorio che giungeva sino ai monti Rodopi a sud e che andava dalla Mesia all'Ellesponto. Le devastazioni furono così totali che Valente abbassò le tasse dovute dalle popolazioni della Tracia già dal 377.
Valente chiamò allora Sebastiano ad occuparsi dell'organizzazione dell'esercito, nominandolo magister peditum e esonerando Traiano. Sebastiano scelse duemila soldati, che addestrò e comandò personalmente. Si avvicinò alle città prese dai barbari, tenendo sempre l'esercito al sicuro da attacchi improvvisi; quando i barbari tentavano delle sortite per procurarsi il cibo, Sebastiano li sorprendeva massacrandoli; neanche quelli che ritornavano carichi di bottino dalle incursioni scampavano, così come venivano uccisi quelli che venivano trovati ubriachi e si lavavano nel fiume Ebro (moderno Evros, Bulgaria).
Intanto Valente decise di non attendere l'arrivo delle truppe di Graziano e di dare battaglia ai Goti in campo aperto. La sua sconfitta e morte nella battaglia di Adrianopoli fu un momento cruciale della storia romana.

## Campagna del 378: la disfatta di Adrianopoli
L'Imperatore Valente, per fermare i saccheggi che i Goti conducevano in Tracia, si decise a richiamare nei Balcani le truppe orientali, tra cui il fiore della cavalleria romana, in modo da condurre il primo assalto contro la cavalleria scitica. Una volta tornato a Costantinopoli, il 30 maggio 378, dopo un'assenza di parecchi anni (da parecchio tempo, infatti, Valente risiedeva ad Antiochia), l'Imperatore Valente poté riscontrare tra il popolo una forte impopolarità nei suoi confronti: infatti a Costantinopoli scoppiò una grave sedizione popolare, che lo turbò non poco. Stando a quanto narra la Storia Ecclesiastica di Socrate Scolastico, i cittadini della capitale accusarono l'Imperatore Valente di aver trascurato la loro difesa, esponendoli ai saccheggi del nemico, che ora minacciava di avvicinarsi sempre di più a Costantinopoli stessa, e incitandolo ad uscire dalle mura e confrontarsi in battaglia con gli invasori, invece di rimandare di continuo la contesa e consentire all'invasore di saccheggiare impunemente la Tracia. Si narra che, durante i giochi dell'Ippodromo, si udì una voce proveniente dal popolo che, accusando l'Imperatore di negligenza, urlò: "Dacci le armi, e noi stessi combatteremo". A queste proteste, l'Imperatore reagì marciando fuori dalla città l'11 giugno: secondo la Storia Ecclesiastica di Socrate Scolastico (che era comunque molto ostile all'Imperatore perché di fede ariana e dunque persecutore dei niceni), l'Imperatore avrebbe minacciato addirittura, in caso di ritorno, di punire "i cittadini non solo per i loro rimproveri insolenti, ma anche per aver in precedenza favorito la rivolta dell'usurpatore Procopio, dichiarando inoltre che avrebbe demolito la loro città".
Dopo aver dato ordine alle truppe orientali di raggiungerlo, Valente lasciò Costantinopoli in piccoli distaccamenti composti da Saraceni, che ebbero alcuni piccoli successi in scontri di piccole dimensioni contro i barbari. A causa della rapidità dei cavalli saraceni e della loro abilità nell'impiego delle lance, i Goti, disperando di poter aver la meglio sui Saraceni al servizio dell'impero, tentarono di tendere loro imboscate, ma poiché questo stratagemma fallì, in quanto la velocità dei loro cavalli permetteva ai Saraceni di sfuggire agevolmente alle trappole tese, molti Goti preferirono attraversare il Danubio e sottomettersi agli Unni, piuttosto di essere annientati dai Saraceni.
Dopo alcuni giorni di permanenza a Costantinopoli, Valente partì per la villa imperiale di Melanthias, dove gratificò l'esercito con larghe paghe e donativi. Mentre si trovava nei pressi della stazione militare di Nice, gli esploratori lo informarono che i Goti si erano ritirati dalle vicinanze di Adrianopoli, intenzionati a ricongiungersi con i loro connazionali nei pressi di Beroea e Nicopoli in vista dell'imminente contrattacco imperiale. A queste notizie, l'Imperatore Valente reagì radunando il suo esercito: era ancora indeciso sulle prossime mosse belliche da intraprendere, perché le forze nemiche erano immense ed era tormentato dalla cattiva condotta dei suoi ufficiali. In quel momento arrivò a Costantinopoli dall'Occidente il generale Sebastiano, e Valente, ben conoscendo l'abilità di costui nelle faccende civili e militari, gli affidò il comando della fanteria, prendendo il posto di Traiano. Sebastiano, constatando che l'esercito romano era composto da soldati indolenti ed effeminati, e temendo potessero fuggire nel corso della battaglia, chiese di poter aver a disposizione non più di 2 000 soldati scelti da lui stesso tra i migliori (300 soldati per ogni reparto), venendo accontentato. Dopo averli ben addestrati, Sebastiano partì alla volta di Adrianopoli: la città, tuttavia, non gli volle, almeno inizialmente, aprire le porte, temendo che il generale romano fosse stato catturato e subornato dal nemico e che aprirgli le porte avrebbe significato consegnare la città ai Goti, come era accaduto tempi addietro a causa del comes Acacio ai tempi di Magnenzio. Tuttavia, alla fine la città gli aprì le porte, e, dopo aver ristorato il suo esercito, il giorno successivo Sebastiano uscì dalla città con il suo esercito attaccando quella stessa sera una banda di predatori goti che si trovavano nei pressi dell'Ebbro: approfittando del fatto che fossero in preda al sonno, ne fece strage e recuperò un bottino così largo che con esagerazione retorica Ammiano Marcellino asserisce che né la città né la distesa dei campi poterono contenere. Secondo Zosimo, Sebastiano prese possesso di alcune città fortificate, per la sicurezza del suo esercito, da cui frequentemente sorprendeva i barbari che uscivano per il foraggio mentre portavano con sé le spoglie dei saccheggi, facendone strage. Nonostante i successi conseguiti da Sebastiano, gli eunuchi di corte, per istigazione dei generali invidiosi che avevano perso il loro comando, lo accusarono di fronte all'Imperatore di qualcosa di grave, e Valente cominciò di conseguenza a sospettare di lui. Nel frattempo, Fritigerno, allarmato per le imboscate tese ai Goti e temendo che, approfittando della disunione e della dispersione dei predatori goti, il generale romano potesse infliggere ulteriori perdite ai Goti, ordinò ai predatori goti di ricongiungersi tutti assieme nei pressi di Cabyle, in modo che, uniti, non cadessero più preda di imboscate e agguati.

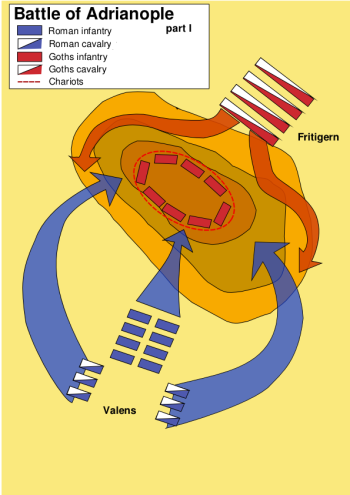
La battaglia di Adrianopoli che vide una delle più cocenti sconfitte subite da parte dell'esercito romano.

Valente, nel frattempo, rimaneva in attesa dell'arrivo dell'Imperatore d'Occidente Graziano con il fiore delle truppe dell'esercito romano-occidentale, prima di scontrarsi con i Goti. Mentre però l'esercito di Graziano stava marciando in direzione di Costantinopoli con lo scopo di unirsi con l'armata di Valente, i Lentiensi, informati da un disertore romano di origini germaniche dello sguarnimento del limes renano, varcarono il Reno, venendo però sconfitti; il controspionaggio informò però Graziano che presto sarebbero stati gli Alemanni a varcare il Reno per invadere e saccheggiare la Gallia, per cui l'Imperatore d'Occidente decise che la sconfitta dei Goti poteva attendere e sarebbe stato più salutare per l'Impero volgersi contro gli invasori delle Gallie. Tornato in Gallia e affidato l'esercito ai comandanti Nannieno e Mallobaude, l'esercito di Graziano sconfisse in una battaglia combattuta nei pressi di Argentovaria gli Alamanni, infliggendo loro pesanti perdite e uccidendo il loro re Priario, per poi varcare il Reno e infliggere ulteriori perdite agli invasori; una volta stabilizzata la frontiera renana e punito il disertore traditore, Graziano riprese la marcia per Costantinopoli, passando per le fortezze di Felix Arbor e Lauriacum. Successivamente passò per Sirmio, dove sostò per quattro giorni, e per Martis Castra, nei pressi della quale sconfisse un'orda di incursori Alani. Nel frattempo, Valente, stanco di attendere Graziano che ancora non arrivava, ricevette nel mese di luglio, una lettera proveniente proprio da Graziano, con cui l'Imperatore d'Occidente descriveva con vanto i trionfi conseguiti sugli Alamanni e prometteva che sarebbe presto giunto a Costantinopoli con un grande esercito per sconfiggere anche i Goti. Valente, però, stanco di attendere Graziano e invidioso per i trionfi ottenuti dal suo collega contro i Barbari, decise di agire senza attendere le truppe occidentali, muovendo contro i Goti.
Ad esortarlo a muovere la guerra contro i Goti senza attendere l'arrivo dei rinforzi romano-occidentali alla testa dell'Imperatore Graziano furono gli adulatori di corte, appoggiati secondo Ammiano Marcellino dal generale Sebastiano, che secondo tuttavia un'altra fonte (Zosimo) era contrario a un attacco ai Goti. Malgrado l'opposizione del generale di origini sarmatiche Vittore, alla fine prevalsero i favorevoli allo scontro con i Goti, che persuasero l'Imperatore di marciare contro i Goti con il suo intero esercito, così da annientare completamente il nemico ed ottenere una vittoria completa senza ulteriori complicazioni, senza dover condividere la gloria con Graziano.
Era stato tra l'altro informato che i Goti erano soltanto in numero di 10 000 guerrieri, quindi pensava di essere in superiorità numerica, ma l'informazione si rivelò invece falsa, e i Romani cominciarono la battaglia in inferiorità numerica. La mattinata del 9 agosto l'esercito romano, condotto dall'Imperatore stesso, raggiunse nella pianura di Adrianopoli gli accampamenti dell'esercito goto: non appena l'esercito romano giunse sul campo di battaglia, i Goti tentarono di negoziare una pace, ma, mentre esse erano in corso, due reggimenti romani appartenenti all'ala destra, cominciarono la battaglia senza attendere gli ordini. Nonostante non avesse avuto il tempo di schierarsi per bene prima dell'inizio della battaglia, fu proprio l'ala sinistra dell'esercito romano a conseguire dei successi iniziali nella battaglia, sembrando poter prevalere sull'esercito goto, costretto ad indietreggiare dentro il cerchio formato dai propri carri. Sennonché i cavalieri sotto il comando di Alateo e Safrax partirono alla carica, assaltando l'ala sinistra romana e facendo strage di soldati romani. Una volta distrutta l'ala sinistra, il centro dello schieramento romano fu esposto a un massiccio attacco sul fianco, da cui uscì pressoché distrutto, anche perché, essendo le file dei soldati romani fin troppo strette (formazione a testudo), i soldati romani non disponevano di sufficiente spazio per poter usare le proprie armi contro l'assalitore. A ciò si aggiunse la stanchezza delle truppe, a cui Valente non aveva concesso il riposo, e il caldo torrido della Tracia, che fece assumere alla disfatta proporzioni ancora più immani: quasi tutto l'esercito romano andò annientato in quella disfatta e, secondo alcune versioni, i pochi sopravvissuti, con l'Imperatore, cercarono rifugio in un villaggio non fortificato, che però fu circondato e dato alle fiamme dai barbari: tutti quelli che si erano rifugiati in quel luogo, imperatore Valente compreso, furono dunque uccisi nell'incendio risultante.
Dopo la terribile disfatta, il comandante della fanteria romana, Vittore, essendo sfuggito al disastro con alcune delle sue truppe, attraversò la Macedonia e la Tessaglia, la Mesia e la Pannonia, informando l'Imperatore d'Occidente Graziano della disfatta di Adrianopoli. I Goti, nel frattempo, rinvigoriti dall'incredibile vittoria, presero d'assalto Adrianopoli, ma la città resistette a tutti i loro assalti, cosicché i Goti scelsero di ricorrere ad un espediente: ordinarono ad alcuni soldati romani passati dalla parte nemica di fingersi soldati in fuga dai Goti e farsi accogliere in città, per poi incendiare parte della città, per permettere ai Goti, mentre i cittadini erano intenti a spegnere l'incendio, di attaccarla e di impadronirsene. Il piano, tuttavia, non funzionò: i soldati romani traditori furono sì accolti in città, ma, posti sotto tortura, confessarono il tranello e furono quindi decapitati. I Goti ripresero con assalti violenti ad assaltare la città, ma tutti i loro assalti furono respinti e, atterriti dal lancio di un masso da parte di un onagro e, visto ogni tentativo fallire, i Goti decisero di rinunciare alla presa della città.
I Goti, congiuntisi con soldati Unni e Alani, quindi, dopo accese discussioni, decisero di dirigersi in direzione di Perinto, non osando tuttavia né attaccare né tantomeno avvicinarsi alla città, memori dei precedenti rovesci. Tuttavia si misero a devastare le campagne, per poi dirigersi in direzione di Costantinopoli, desiderosi di conquistarla. Giunti nei pressi della capitale dell'Impero d'Oriente, cominciarono a devastarne i sobborghi: i cittadini, allora, si armarono da sé prendendo tutte le armi che avevano a disposizione e uscirono dalla città per combattere contro il nemico, mentre l'Imperatrice Dominica promise di ricompensare con una paga tutti i volontari che avrebbero accettato di combattere contro i Goti fuori dalle mura. Oltre ai cittadini, uscirono dalle mura delle città anche alcuni foederati saraceni, inviati dalla loro regina Mavia per difendere la città. Dopo un'aspra battaglia, i Goti, terrorizzati dalla ferocia dei federati saraceni al servizio dell'Impero e scoraggiati a proseguire l'assalto della città a causa dell'immensa cerchia delle mura a protezione della città, che la rendeva pressoché inespugnabile, distrussero tutte le loro macchine da assedio e si dispersero per le regioni circostanti.
Nel frattempo, i giovani ostaggi goti in mano dei Romani custoditi in Asia Minore sotto la tutela dell'ufficiale Giulio, furono accusati di tramare contro l'Impero: essi, che erano stati sparsi in città diverse in modo da distruggere la loro coesione e impedire loro di costituire una minaccia nel caso fossero insorti, avevano infatti avuto notizia dei saccheggi che i loro connazionali stavano compiendo nei Balcani e furono sospettati dai Romani di avere l'intenzione di assaltare le città romane nell'Asia Minore in modo da vendicare le sofferenze subite dai loro connazionali. Giulio, essendo in dubbio su come agire, scrisse in gran segreto al senato di Costantinopoli. Il senato, allora, lo autorizzò a procedere nel modo che egli riteneva più vantaggioso per lo stato romano. Giulio decise, pertanto, di avvertire del pericolo le città minacciate e ordinò ai suoi ufficiali di informare i barbari di ogni città che l'Imperatore intendeva concedere loro presenti considerevoli, sia in denaro che in terre, e che per questo motivo si sarebbero dovuti trovare in un giorno particolare nelle città principali; in realtà era un'imboscata, e i barbari radunatisi furono massacrati dai Romani a suon di dardi e sassate, ponendo fine ai timori dei Romani di una possibile cospirazione degli ostaggi barbari in Asia Minore.
Nel frattempo la Tracia continuava ad essere saccheggiata dai Goti, come anche la Pannonia e la Mesia, e, dovendo Graziano occuparsi della frontiera del Reno, anch'essa minacciata dai Barbari, decise di associare al trono un certo Teodosio, affidandogli il controllo dell'Oriente romano.

## 379-382: Teodosio I imperatore d'Oriente e fine della guerra

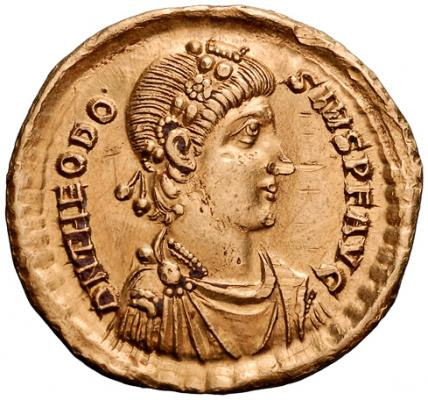
Il nuovo Imperatore d'Oriente, Teodosio I.

Per gli avvenimenti della guerra gotica dal 379 al 382, le fonti sono molto scarne e confuse. Le Res gestae di Ammiano Marcellino si concludono con gli avvenimenti del 378, e per ricostruire gli avvenimenti successivi occorre utilizzare i resoconti scarni, vaghi e spesso discordanti di Zosimo e Giordane, storici entrambi posteriori ai fatti (inizi/metà VI secolo), nonché i vaghi accenni nelle cronache e nelle storie ecclesiastiche. Per questi motivi, l'esatta sequenza cronologica di ciò che accadde successivamente non è ricostruibile con esattezza, e su alcuni avvenimenti le interpretazioni della storiografia moderna sono discordanti.
Dalle fonti a nostra disposizione sappiamo comunque che a gennaio del 379 Graziano, trovando troppo gravoso per un solo uomo il governo di tutto l'Impero, e, dovendo occuparsi della frontiera del Reno, minacciata dagli Alemanni, decise di associare al trono un certo Teodosio, generale di origini ispaniche, affidandogli l'Impero d'Oriente e la conduzione della guerra contro i Goti. Teodosio era il figlio del celebre generale distintosi durante il regno di Valentiniano I, il Conte Teodosio: dopo che suo padre cadde in disgrazia presso la corte imperiale e venne di conseguenza giustiziato, anche la carriera del figlio subì un contraccolpo, e Teodosio fu costretto a ritirarsi a vita privata nella sua terra nativa, la Spagna. Sennonché, la grave minaccia dei Goti spinse Graziano a richiamare Teodosio dalla Spagna, nominandolo coimperatore: l'incoronazione di Teodosio a Imperatore d'Oriente avvenne a Sirmio il 16 gennaio dell'anno 379, sotto il consolato di Ausonio e Olibrio. Avendo affidato a Teodosio la conduzione diretta della guerra contro i Goti ed essendo le diocesi di Dacia e Macedonia, fino a quel momento appartenute all'Impero d'Occidente, minacciate proprio dai Goti, Graziano decise di separare quelle due diocesi dalla prefettura d'Illirico (fino a quel momento interamente appartenente all'Occidente), aggregandole all'Impero d'Oriente.
Mentre il nuovo imperatore, Teodosio, era a Tessalonica, egli si preparava a ricostituire un nuovo esercito romano in modo da prendersi la rivincita sui Goti, che intanto avevano occupato una gran parte della Tracia, mentre le guarnigioni delle città e delle fortezze non osavano scontrarsi in campo aperto con il nemico. Secondo Giordane, sotto l'energica conduzione del nuovo imperatore, "la disciplina militare fu presto ripristinata ad alto livello, e i Goti, percependo che la codardia e l'inazione dei precedenti principi era terminata, divennero timorosi, perché l'Imperatore era celebre per la sua acutezza e discrezione: con il comando fermo e la sua generosità e gentilezza incoraggiò un esercito ormai demoralizzato ad atti di coraggio, e quando i soldati [...] ottennero nuova confidenza, cercarono di attaccare i Goti e scacciarli dalle frontiere della Tracia". Il fatto che effettivamente Teodosio abbia infuso nuovo coraggio e nuova linfa all'esercito romano ormai demoralizzato per la disfatta di Adrianopoli parrebbe confermato da un discorso del retore Temistio pronunciato nella primavera del 379, in cui presentò il nuovo Imperatore come "l'uomo che vincerà la guerra contro i Goti"; ma non va dimenticato che si tratta delle parole di un panegirico, non lontano nei contenuti e nei toni da quelli che lo stesso Temistio rivolse allo sfortunato predecessore di Teodosio, Valente, in simili occasioni:
(Temistio, Orationes, 14 181b-c. Citato in Heather 2005, pp. 234-235.)
Prima di tentare di affrontare di nuovo i Goti in un confronto in campo aperto, comunque, l'Imperatore tentò di logorare il nemico con azioni di guerriglia. Zosimo narra che, più o meno in quel periodo (intorno al 379), il generale romano di origini barbariche, Modare, collocò i suoi soldati sulla sommità di una collina, ignota ai Barbari, e, apprendendo dai suoi esploratori, che il nemico si trovava nei dintorni intento a consumare le provviste che avevano depredato, comandò ai suoi soldati di attaccare di sorpresa i Barbari mentre erano intenti a consumare i frutti dei loro saccheggi. L'impresa ebbe successo, e la battaglia si concluse con lo sterminio dei barbari, e con un miglioramento della situazione per i Romani, in Tracia.
Teodosio, avendo la necessità di ricostituire in tempi brevi un esercito potente dopo che l'esercito romano si era indebolito enormemente dopo la disfatta di Adrianopoli, provvide immediatamente, con una serie di leggi, a ordinare leve forzate di nuove reclute; il problema per Teodosio era che i grandi proprietari terrieri, che, secondo la legge, erano tenuti a fornire reclute all'esercito tra i loro contadini, opposero decisa resistenza ai decreti dell'Imperatore, in quanto non intendevano perdere manodopera; come se non bastasse, gli stessi contadini in molti casi erano poco propensi alla vita militare e vi furono addirittura casi di contadini che, pur di non essere reclutati, si tagliavano il pollice. Teodosio I, con una serie di decreti, tentò di rendere rigoroso il reclutamento: con una legge del gennaio del 380, escluse dal servizio militare servi, osti, locandieri, fornai, carcerati; il decreto era volto a combattere la diffusione della pratica, diffusa tra i latifondisti, di fornire all'esercito reclute in realtà poco idonee al combattimento per tenersi per sé quelle più idonee. Nel 381, per combattere il fenomeno dell'automutilazione, molto diffuso tra i contadini che intendevano evitare di svolgere il servizio militare, emanò un decreto che costringeva i rei di automutilazione a svolgere lo stesso il servizio militare. I decreti di Teodosio ebbero tuttavia efficacia limitata e d'altronde il reclutamento e l'addestramento delle nuove reclute avrebbe richiesto troppo tempo, mentre l'Imperatore aveva la necessità di ricostituire un esercito in grado di confrontarsi di nuovo con i Goti in breve tempo: Teodosio fu pertanto costretto, pur di colmare in breve tempo le perdite, a reclutare in grosse quantità nell'esercito romano mercenari barbari.
Teodosio, avendo constatato dello stato disastrato in cui si trovava l'esercito, permise, pertanto, a molti dei Barbari provenienti da oltre Danubio di entrare nell'esercito romano: molti di essi entrarono nelle legioni. L'imperatore, dubitando della fedeltà di questi fuggitivi, così numerosi che eccedevano in numero gli altri soldati, stabilì, per prudenza, di collocare alcuni di loro tra le legioni a difesa dell'Egitto, e richiamò le legioni dell'Egitto nei Balcani. Quando gli Egiziani arrivarono in Macedonia, nessun ordine veniva osservato in campo, né qualsiasi distinzione tra romano e barbaro, venendo entrambi mischiati insieme promiscuamente. Fu permesso ai Barbari di fare ritorno nella propria nazione, e inviare altri al loro posto per servire nelle legioni.
Nel corso dell'inverno del 379/380, l'Imperatore Teodosio si ammalò gravemente a Tessalonica, facendo recuperare coraggio ai Goti. Dividendo l'esercito goto, Fritigerno e i Tervingi devastarono la Tessaglia, l'Epiro e l'Acaia, mentre Alateo e Safrax con il resto delle loro truppe (Grutungi) partirono per devastare la Pannonia. Secondo Heather, la divisione in due gruppi di Greutungi e Tervingi sarebbe dovuta "alla difficoltà di nutrire un gruppo così numeroso".
Quando Teodosio si ristabilì dalla malattia, decise di condurre il suo esercito in battaglia contro i Tervingi, i quali, apprendendo lo stato di disordine in cui si trovava l'esercito romano di cui erano stati informati dai fuggitivi, nell'estate del 380, penetrarono in Macedonia senza trovare opposizione. Quando ebbero notizia che l'Imperatore stava avanzando per scontrarsi con loro con tutte le sue forze, assaltarono la tenda dell'Imperatore. Venendo raggiunti dai loro connazionali, trovarono opposizione solo dai Romani, che, essendo in piccolo numero, poterono solo permettere all'Imperatore di fuggire, mentre essi venivano tutti massacrati dal nemico, dopo aver combattuto con vigore ed aver ucciso un grande numero di barbari. I barbari, soddisfatti della vittoria, non provarono a lanciarsi all'inseguimento di coloro che erano fuggiti con l'Imperatore, ed, avendo sotto il loro potere la Macedonia e la Tessaglia, esposte ai loro saccheggi senza alcuna protezione, decisero di lasciare le città non danneggiate, sperando di ricevere tributi da esse. L'Imperatore, nel frattempo, rinforzò le fortezze e le città con le guarnigioni, e procedette a Costantinopoli, inviando lettere all'Imperatore d'Occidente Graziano per informarlo della recente disfatta e pregandolo di inviargli rinforzi. Nel frattempo, inviò in Macedonia e Tessaglia, esposte ai saccheggi nemici, degli esattori rapaci che fecero rimpiangere agli abitanti di queste province gli assalti dei barbari. Tale era lo stato della Macedonia e della Tessaglia, quando l'Imperatore entrò con grande fasto a Costantinopoli come se avesse ottenuto un grande trionfo invece che una disfatta.
Nel frattempo i Greutungi, come già detto, una volta separatisi dai Tervingi, avevano invaso la Pannonia. Quando l'Imperatore d'Occidente Graziano apprese dell'invasione della Pannonia, marciò immediatamente con un esercito per frenare le loro incursioni, ma, per attestato di Giordane, "invece di riporre fiducia nelle armi, cercò di conquistarli con la gentilezza e con i doni: in questo modo entrò in tregua con essi, stringendo una pace, e fornendo loro provviste". Forse proprio a questi fatti si riferisce Zosimo quando scrive che i Goti, con le loro incursioni, giunsero a minacciare persino la sicurezza delle Gallie, così da costringere Graziano, per indurli ad abbandonare le province galliche, a permettere loro di attraversare il Danubio e penetrare in Pannonia e in Mesia Superiore. Diversi storici hanno interpretato questi passi di Giordane e Zosimo in questo modo: Graziano avrebbe permesso con questo trattato, firmato nel 380, ai Goti Grutungi di occupare in qualità di foederati dell'Impero la Pannonia, ma altri storici, come Heather, non concordano con questa interpretazione degli avvenimenti. Secondo Giordane, questo presunto trattato, che avrebbe stabilito lo stanziamento dei Grutungi in Pannonia in qualità di Foederati di Roma, sarebbe stato approvato dallo stesso Teodosio, quando si riprese dalla malattia e ne fu informato.
Nel frattempo, mentre l'Imperatore Graziano affidava a Vitaliano il comando delle legioni illiriche, i Goti Greutungi, intenzionati ad attraversare il Danubio e il fiume Acheloo per attaccare le città della Grecia e rifornirsi di nuove provviste, risolsero di attaccare uno dei comandanti dei Tervingi rimasti oltre Danubio, Atanarico, temendo che potesse opporsi ai loro piani; l'attacco ai territori di Atanarico ebbe successo e quest'ultimo fu costretto alla fuga, insieme ai pochi seguaci rimasti, presso Teodosio, che si era appena ripreso da una grave malattia. Secondo la cronaca Consularia Constantinopolitana, ciò avvenne tre giorni prima delle idi di gennaio dell'anno 381, cioè l'11 gennaio. Teodosio gli diede una calorosa accoglienza, trattandolo con grande rispetto, fino al decesso del comandante goto, avvenuta poco tempo dopo (25 gennaio dello stesso anno). Narra Zosimo, i seguaci di Atanarico, grati per l'Imperatore, mantennero da allora una continua sorveglianza sulle rive del Danubio, per fermare ogni incursione di altri barbari contro l'Impero romano. Anche Giordane parla della calorosa accoglienza che Teodosio riservò ad Atanarico nella capitale e il foedus che l'Imperatore strinse con i suoi seguaci una volta deceduto il capo goto: per attestato dello storico gotico, "il suo intero esercito continuò a servire l'Imperatore Teodosio sottomettendosi al dominio dei Romani, formando un unico corpo con i soldati imperiali: l'antico patto di alleanza (Foederatio), stabilito sotto l'Imperatore Costantino, fu di nuovo rinnovato ed ottennero di nuovo il titolo di Alleati (Foederati); e poiché l'Imperatore confidava nella loro fedeltà e li considerava suoi amici, arruolò tra le loro file più di 20 000 guerrieri per combattere contro il tiranno Eugenio che aveva trucidato Graziano [sic, errore di Giordane; in realtà Eugenio trucidò Valentiniano II e Graziano perì per mano di un precedente usurpatore, Magno Massimo] e impossessatosi illegalmente della Gallia". Dalle fonti, comunque questi avvenimenti sono piuttosto oscuri: se alcune di esse (come ad esempio la Getica di Giordane) presentano Atanarico come re dei Goti ed effettivo successore di Fritigerno, ed ignorano tra l'altro il successivo foedus del 382, altre fonti (Ammiano, Temistio e Zosimo) ce lo presentano come esule fuggito dalla sua stessa gente. La storiografia moderna tende a rigettare la versione di Giordane che presenta Atanarico come sovrano di tutti i Goti, sulla base dell'evidenza che la guerra durò per un altro anno e sulla base delle testimonianze contrarie fornite da altre fonti: è possibile, secondo taluni studiosi, che Teodosio I avesse intenzione di utilizzare i Goti di Atanarico, che erano rimasti a nord del Danubio, contro Fritigerno, sfruttando la rivalità già da tempo esistente tra i due capi, ma il piano andò in monte perché Fritigerno sobillò i seguaci di Atanarico a insorgere contro il loro stesso sovrano, costringendolo a rifugiarsi con un seguito molto ridotto presso l'Imperatore Teodosio.
La pace con i Goti di Atanarico, avvenuta nel gennaio del 381, comunque, non pose fine del tutto alla guerra: altri gruppi di Goti continuarono a saccheggiare le terre dell'Impero, e fu necessario un altro anno di guerra per porvi fine. Zosimo narra che Graziano inviò nei Balcani dei rinforzi sotto il comando dei Franchi Bautone e Arbogaste. Quando i rinforzi dall'Impero d'Occidente giunsero in Macedonia e Tessaglia, i Goti, intenti nei saccheggi, ricevuta la notizia dell'arrivo dei rinforzi romani, decisero prudentemente di ritirarsi in Tracia, che avevano già in precedenza saccheggiato. Vista l'impossibilità di scacciare del tutto i Goti dal suolo imperiale, Teodosio fu costretto a negoziare con i Goti rimanenti una nuova pace di compromesso. Il 3 ottobre 382 fu firmata la pace con l'Impero.

## Conseguenze
Il 3 ottobre 382 fu firmata la pace tra Impero e Goti. Tervingi e Grutungi divennero Foederati dell'Impero, e ottennero terre in Mesia e Scizia Inferiori, e forse anche in Macedonia; fu loro permesso di stabilirsi all'interno dell'Impero, e di mantenere la loro coesione tribale: in cambio i Goti avrebbero dovuto fornire contingenti alleati all'esercito romano. Temistio, retore di Costantinopoli, in un discorso pronunciato nel gennaio 383 al senato bizantino, cercò di raffigurare come "vittoria romana" il trattato di pace (foedus) tra l'Impero e i Goti, nonostante ai Goti fossero state concesse condizioni favorevoli senza precedenti. In tale discorso, Temistio argomentò che Teodosio, mostrando come virtù il perdono, invece di vendicarsi dei Goti sterminandoli in battaglia, decise invece di stringere un'alleanza con essi, ripopolando così la Tracia, devastata dalla guerra, di contadini goti al servizio dell'Impero; Temistio concluse il discorso rammentando come i Galati fossero stati assimilati, con il passare dei secoli, dalla cultura greco-romana ed esprimendo la convinzione che sarebbe accaduto lo stesso con i Goti.
Gli avvenimenti successivi diedero torto a Temistio: finché Teodosio visse, i Goti rimasero in pace con l'Impero, aiutando l'Imperatore persino a reprimere le usurpazioni in Occidente di Magno Massimo e Flavio Eugenio. Già sotto il regno di Teodosio, tuttavia, è attestata l'esistenza di una fazione di Goti che intendeva rompere il trattato di alleanza con l'Impero e invaderlo di nuovo; narra Zosimo, intorno al 391/392, tra i Goti erano sorte due fazioni opposte: una antiromana, condotta da Eriulfo, riteneva che bisognasse rompere il trattato di alleanza con l'Impero e invaderlo, mentre invece l'altra fazione, filoromana, condotta da Fravitta, riteneva che bisognasse continuare a rispettare i patti stretti con Roma. Dopo un violento litigio con Eriulfo mentre i Goti erano a banchetto con Teodosio, Fravitta lo aggredì e lo uccise: i seguaci di Eriulfo provarono a vendicare l'assassinio del loro capo aggredendo Fravitta, ma in difesa di quest'ultimo intervennero le guardie imperiali, i quali repressero il tumulto. Spentosi Teodosio, alla fine la fazione anti-romana dei Goti prevalse: nel 395, sotto il comando di Alarico I, loro capo e re, i Foederati Goti si rivoltarono, devastando la Grecia e la Tracia finché Alarico non ottenne dall'Imperatore d'Oriente Arcadio la carica di magister militum per Illyricum. Successivamente, quando a Costantinopoli si seguì una politica di antigermanizzazione dell'esercito romano-orientale, con conseguentemente epurazione dei soldati barbari dell'esercito, Alarico, compreso di non essere più accettato in Oriente, decise di invadere con tutto il suo popolo l'Italia, in modo da costringere l'Imperatore d'Occidente Onorio a consentire ai Goti di insediarsi come foederati in una provincia dell'Impero d'Occidente. I suoi attacchi iniziali (nel 402 e nel 403) furono respinti dal generale romano Stilicone, ma dopo la caduta in disgrazia e uccisione di quest'ultimo (408), Alarico poté invadere con successo la penisola senza trovare opposizioni, riuscendo persino a saccheggiare Roma nel 410. Sotto il suo successore Ataulfo, i Goti invasero la Gallia, dove, dopo alterne vicende, raggiunsero un accordo di pace con l'Impero, ottenendo il permesso dall'Imperatore Onorio di insediarsi come Foederati in Aquitania (418). Dall'Aquitania i Goti giunsero a impadronirsi della Spagna e di gran parte della Gallia a sud della Loira, ottenendo la completa indipendenza dall'Impero d'Occidente nel 475.